# スタンディング・イン・ザ・ブリーチ
スタンディング・イン・ザ・ブリーチ (Standing In The Breach) は、ジャクソン・ブラウンの14枚目のオリジナル・レコーディング・アルバム。

## 内容
"時の征者"から、6年振りのアルバム。デビュー前のデモ・テープに収録され、2002年のツアーで初披露するまで公式には未発表だった「ザ・バーズ・オブ・セント・マークス」が、12弦ギターをフィーチャーしたサウンドで、初めて正式にスタジオ録音され、新曲として収録された。

## 収録曲
1. "The Birds of St. Marks" (4:23)
2. "Yeah Yeah" (6:15)
3. "The Long Way Around" (6:26)
4. "Leaving Winslow" (3:53)
5. "If I Could Be Anywhere" (7:08)
6. "You Know the Night" (5:32)
7. "Walls and Doors" (6:02)
8. "Which Side" (6:38)
9. "Standing in the Breach" (5:37)
10. "Here" (4:26)
11. "The Birds of St. Marks -Live:Piano Acoustic- （日本版のみ収録）